# Мелітополь (автостанція № 2)
Автостанція № 2 — приміська автобусна станція в місті Мелітополь. Розташована на перетині вулиць Університетська та Олександра Невського, за адресою: вул. Університетська, 2.
Автостанція знаходиться в будівлі, яка побудована у 1907 році, як «будинок для народних читань» при соборі Олександра Невського, що був поруч (зруйнований у 1930-ті роки). Наприкінці 2012 року планувалося завершити будівництво нового двоповерхового корпусу автостанції № 2, проте терміни будівництва так і не було визначено. Для відстою автобусів використовується розташована перед автостанцією Соборна площа.

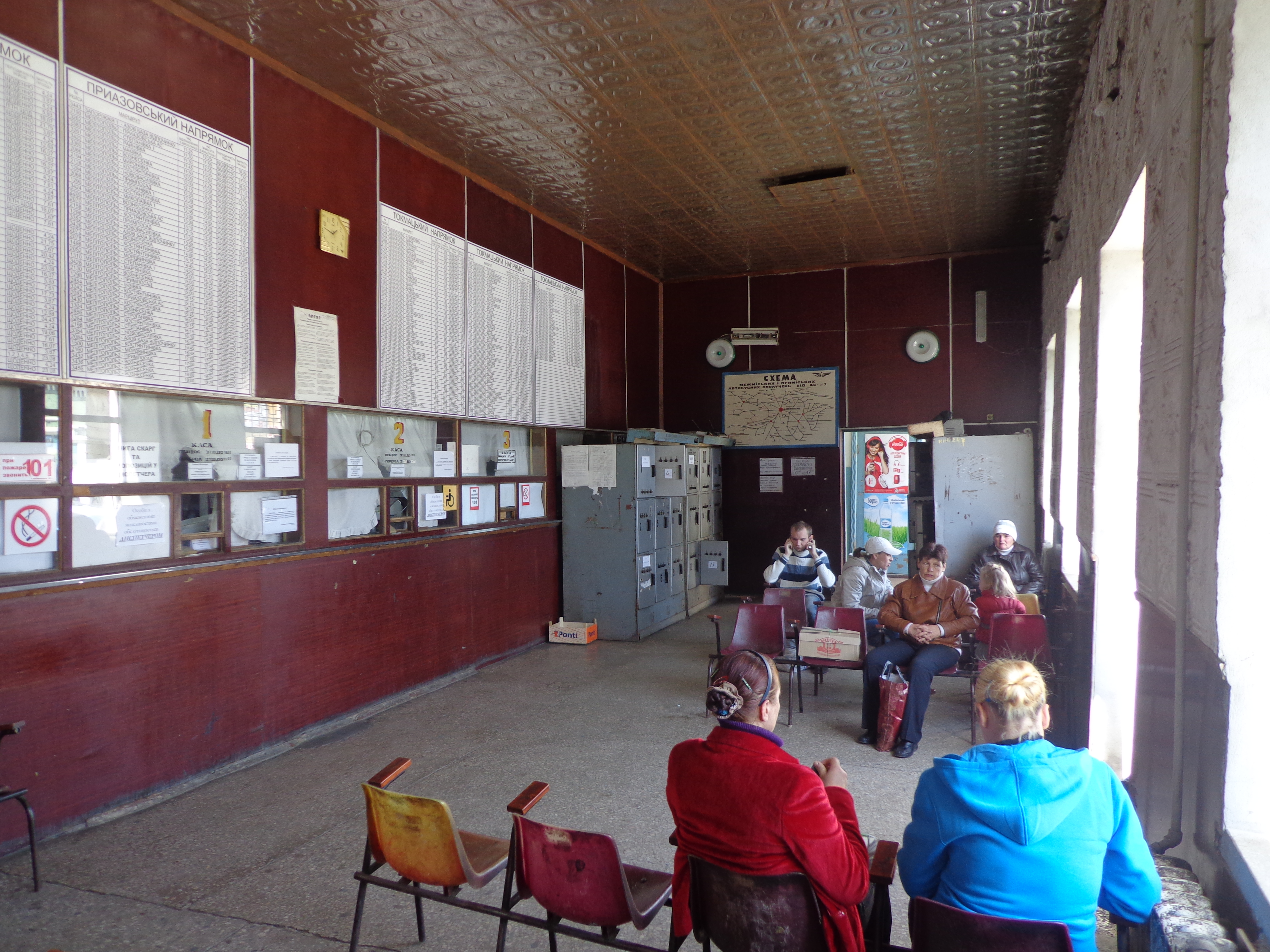
Зал чекання та квиткові каси

Більшість автобусних маршрутів, що проходять через автостанцію, сполучають населені пункти Мелітопольського району Запорізької області.